# Václav Chochola

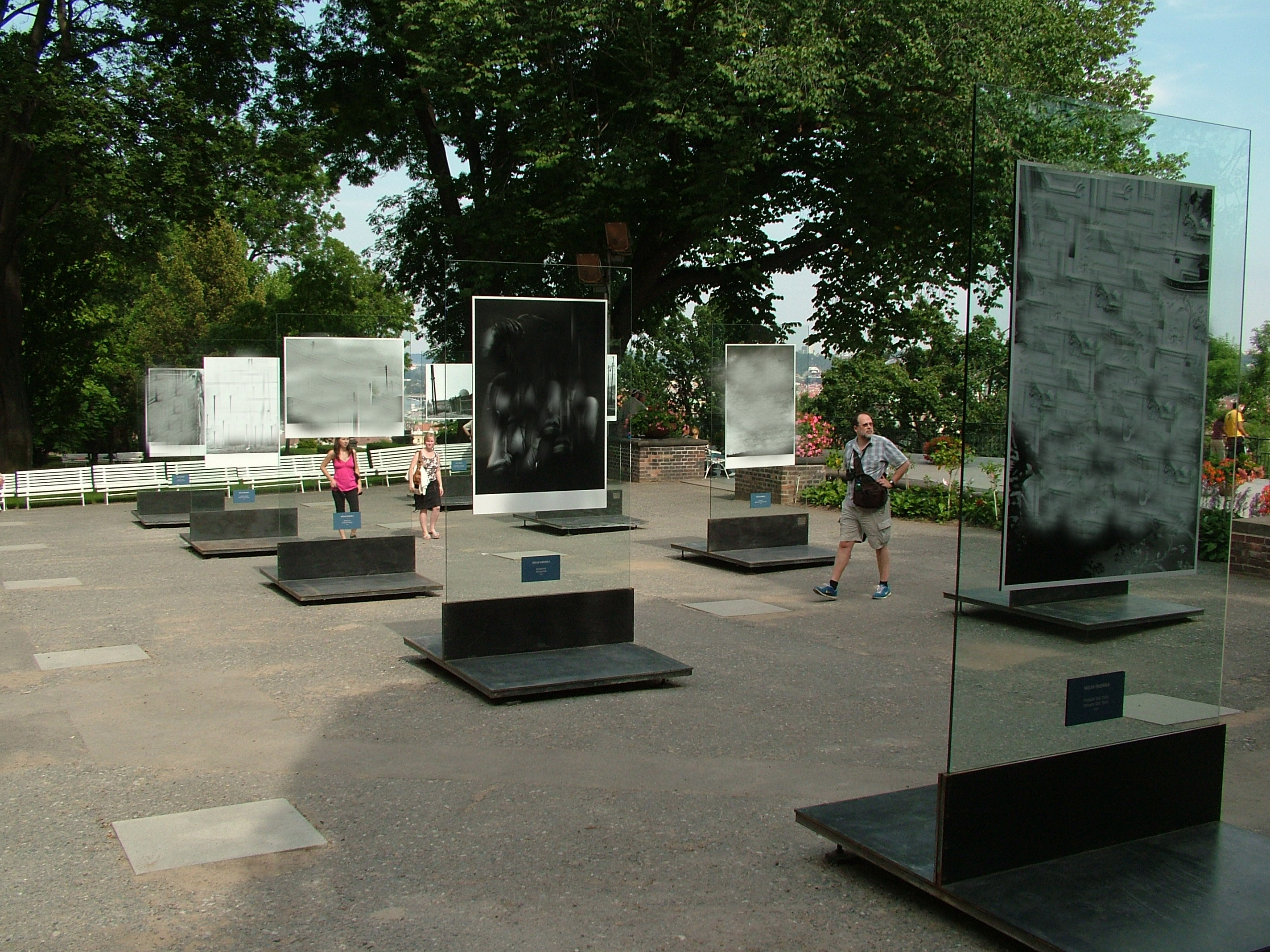
Ausstellung von Vaclav Chochola in Prag (2002)

Václav Chochola [ˈvaːtslaf ˈxɔxɔla] (* 30. Januar 1923 in Prag, Tschechien; † 27. August 2005 ebenda) war ein tschechischer Fotograf.

## Leben
Václav Chochola begann bereits als Schüler mit seinen Fotoaufnahmen und veröffentlichte 1940 die ersten Bilder. Er arbeitete früh mit bekannten Kollegen wie Karel Ludwig, Zdenek Tmej und Karel Hájek, Kamil Lhoták, František Hudeček, Jiří Kolář, Zdeněk Seydl und František Tichý zusammen, die während des Zweiten Weltkriegs die Gruppe 42 gründeten.
Chochola war vor allem für seine Porträtaufnahmen bekannt, die sich bei den europäisch-amerikanischen Foto-Klassikern einreihen. Er porträtierte unter anderem Pier Paolo Pasolini, Jean-Louis Barrault und Salvador Dalí. Daneben zählen Fotografien seiner Heimat zu seinen bekanntesten Werken, vor allem Bilder aus dem besetzten Prag während des Zweiten Weltkriegs.
Chochola geriet mehrfach mit der kommunistischen Führung seines Landes aneinander, unter anderem wegen kritischer Bilder aus Nordvietnam und weil er seine Sympathie mit der Bewegung des Prager Frühlings äußerte.
Václav Chochola starb im Alter von 82 Jahren in einem Prager Krankenhaus nach langer, schwerer Krankheit.

## Werke (Auswahl)
- Ingeborg Lanner (Übers.): Václav Chochola. Verlag Artia, Prag 1961 (Bildband)
- Pferde. Süddeutscher Verlag, München 1959 (Bildband, zusammen mit Zdeněk Tmej).
- Aleš Kuneš u. a. (Hrsg.): Václav Chochola (Fototorst; Bd. 14). Torst Verlag Prag 2004, ISBN 80-7215-210-6.
- Jiři Kolář (Hrsg.): Václav Chochola. Fotografie z let 1940–1960 (Meister der Photographie). Prag 1961 (Ausstellungskatalog).

## Ausstellungen
- Noční chodec (Nachtlaufer), 2. Juli – 28. September 2008, Prager Burg.